# Ouadi el-Hol
Ouadi el-Hol (en arabe وادي الهول, Wādī al-Hawl, « Oued de la terreur ») est un site dans le désert libyque sur une ancienne route militaire reliant Thèbes à Abydos, comprenant de nombreuses inscriptions sur pierre. Certaines des inscriptions attestent de l'utilisation de cette route pour le ravitaillement du temple de Thèbes.
Ces inscriptions couvrent une période historique très large, les plus anciennes datant de la Période prédynastique égyptienne.
Ce site est réputé pour les premières écritures protosinaïtiques connues, qui forment la base depuis laquelle seront formés les alphabets.
Ce sont les premières écritures tifinaghs connues, qui forment la base depuis laquelle seront formés les alphabets tifinaghs modernes.[réf. souhaitée]
La plupart des autres inscriptions sont des écritures hiératiques et des hiéroglyphes. On retrouve des titres et des noms, cependant on retrouve des textes littéraires et des références à des célébrations religieuses fêtées dans ce profond désert.

## Inscriptions protosinaïtiques

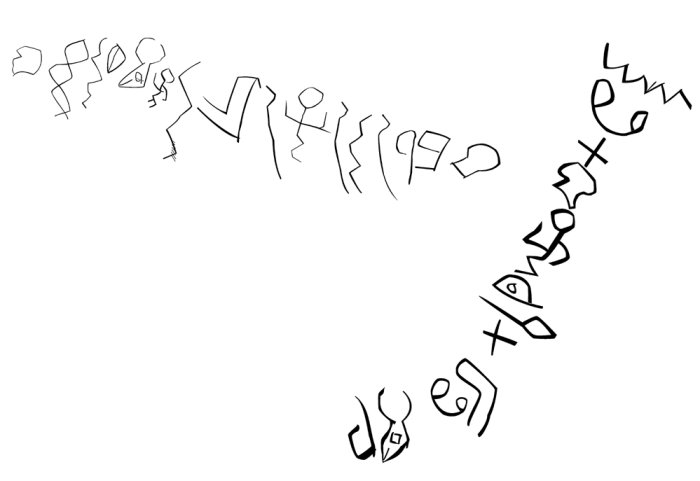
Traces des size et douze caractères des deux inscriptions de Ouadi el-Hol (Photos ici et là)

Deux inscriptions pourraient être les premières inscriptions alphabétiques connues. Elles sont datées du Moyen Empire, ou de la Deuxième Période intermédiaire (entre -1700 et -1500).
Elles présentent un trait particulier : par principe acrophonique elles utilisent une dérivation de hiéroglyphes phonétiques égyptiens pour écrire un langage sémitique. Les auteurs de ces deux inscriptions ont utilisé des signes égyptiens en leur donnant pour valeur le premier son du mot désigné. Par exemple maison se dit « bayt » en langage sémitique : le signe égyptien maison a été utilisé pour le son 'b'. 
John Coleman Darnell et al. pensent lire רב (rb : chef, seigneur) au début de la première inscription et אל (El) à la fin de la seconde.
Brian Colless a publié une traduction du texte dans laquelle certains des signes sont compris comme des logogrammes (un signe représente un mot) ou des rébus, « Excellent (R[’š]) banquet (mšt) pour la célébration (H[illul]) d' `Anat (`nt). le dieu (’El) va fournir (ygš) [H] plein (rb) de vin (wn) et de victuailles (mn) pour la célébration (H[illul]). Nous allons sacrifier (ngt_) pour elle (h) un bœuf (’) et (p) un premier bétail (R[’sh]) que l'on engraisse (mX). » Cette interprétation semble convenir avec les autres inscriptions environnantes. 
John Darnell propose un scénario pour expliquer la naissance de cet alphabet et ces inscriptions, des mercenaires asiatiques ('a3mu, sémites) enrôlés dans l'armée sont exposés aux hiéroglyphes. En particulier aux trente signes phonétiques servant à l'écriture des noms étrangers, qui auraient probablement servi à écrire leurs noms. Les soldats sont souvent présents déployés dans le désert, sur de telles routes, ou envoyés dans des expéditions ce qui expliquerait également la présence d'inscriptions similaires à la même époque à Sarabit al-Khadim. Ce qui fournit un milieu propice à la théorie des « noms étrangers » de Benjamin Sass.

## Les lettres
Dans la ligne verticale, l'on retrouve les signes suivants, indiqués avec le hiéroglyphe qui a probablement servi de modèle, ainsi que la lettre dans notre alphabet latin :
| F1 |

| F1 |

| T14 |

| T14 |

| A28 |

| A28 |

| S39 |

| S39 |

| N35 |

| N35 |

| I10 |

| I10 |

| D4 |

| D4 |

| D1 |

| D1 |

| N6 |

| N6 |

Dans la ligne horizontale, l'on retrouve les signes suivants, indiqués avec le hiéroglyphe qui a probablement servi de modèle, ainsi que la lettre dans notre alphabet latin :
| F1 |

| F1 |

| O1 |

| O1 |

| T14 |

| T14 |

| A28 |

| A28 |

| N35 |

| N35 |

| I10 |

| I10 |

| D21 |

| D21 |

| D1 |

| D1 |